# Leithum
Leithum (en luxemburguès: Leetem; en alemany: Leithum) és una vila de la comuna de Weiswampach, situada al districte de Diekirch del cantó de Clervaux. Està a uns 61 km de distància de la ciutat de Luxemburg.